# Nash Point
Nash Point är en udde i Storbritannien.   Den ligger i kommunen Vale of Glamorgan och riksdelen Wales, i den södra delen av landet, 240 km väster om huvudstaden London.
Terrängen inåt land är platt. Havet är nära Nash Point åt sydväst.  Närmaste större samhälle är Barry, 19,1 km öster om Nash Point. 